# Saint-Avertin
Saint-Avertin és un municipi francès, situat al departament d'Indre i Loira i a la regió de Centre - Vall del Loira. El gentilici dels seus habitants és Saint-Avertinois.

## Situació
Saint-Avertin es troba a l'oest del Centre - Vall del Loira, a la regió anomenada Turena. Es troba a pocs quilòmetres al sud de Tours, a la qual es pot arribar per mitjà de l'autopista A10. Altres municipis propers són Saint-Pierre-Des-Corps, Larçay o Chambray-Lès-Tours.
El riu Cher travessa la ciutat.

## Administració
Saint-Avertin és la capital del cantó homònim, que al seu torn forma part del districte de Tours. L'alcalde de la ciutat és Jean-Gérard Paumier (2001-2008).

## Demografia
| 1793  | 1806  | 1821  | 1851  | 1881  | 1911  | 1921  | 1926  | 1931  | 1936  | 1946  | 1954  | 1962  | 1968  | 1975  | 1982   | 1990   | 1999   |
| ----- | ----- | ----- | ----- | ----- | ----- | ----- | ----- | ----- | ----- | ----- | ----- | ----- | ----- | ----- | ------ | ------ | ------ |
| 1.180 | 1.267 | 1.167 | 1.359 | 1.731 | 1.905 | 2.137 | 2.608 | 2.870 | 3.009 | 4.005 | 3.907 | 5.146 | 7.415 | 8.795 | 10.115 | 12.187 | 14.092 |

## Història
Es té constància de l'existència d'un llogarret anomenat Venciacum en temps gal·lo-romans. Hi havia una pedrera (l'Ecorcheveau) d'on s'extreia pedra per a la construcció de monuments a Tours (aleshores anomenada Caesarodunum). A principis del segle xiv, el nom del llogarret havia evolucionat i s'havia convertit en Vençay.
L'any 1162, l'arquebisbe de Canterbury Tomàs Becket va assistir a un concili a Tours, i el va acompanyar un monjo anomenat Aberdeen. Uns anys més tard, després que Becket fos assassinat per quatre cavallers als voltants de la mateixa catedral de Canterbury, Aberdeen va fugir a la Turena, on va adoptar una vida d'ermità ajudant els habitants, amb els seus problemes. Els habitants canviaren el seu nom a Avertin. Finalment Avertin va fer cas a les peticions dels habitants i va esdevenir el primer monjo de la parròquia. Un parell de segles més tard, el 1371, el poble va canviar de nom en honor d'Avertin.

## Llocs i monuments

### Castell de Cangé
El castell de Cangé va ser bastit al segle xiii per la família turena D'Andigné. Es troba dins un parc de quinze hectàrees al costat oriental de la ciutat, dominant la vall del Cher.
El castell ha estat ocupat successivament per diverses dinasties de renom:
- família D'Andigné (1200-1400);
- família Montmorin (1400-1489);
- família Coningham (1489-1679);
- família Panon Desbassayns de Richemont (1832-1870);
- família Pourtalès (segle xix)

Gilbert Imbert de Chastres, alcalde de Tours, va ocupar el castell, així com quatre alcaldes de Saint-Avertin: Viot Prudhomme, el baró Paul de Richemont, Maurice Cottier i el comte Paul de Portalès.
Durant la Segona Guerra Mundial, el castell va ser expropiat durant cinc dies pel president Albert Lebrun i pels serveis de la Presidència de la República Francesa. Hi van tenir lloc dos consells de ministres, el 12 i el 13 de juny del 1940. Després de la guerra, el seu propietari el deixà abandonat. Un incendi el va malmetre la nit del 20 al 21 de juny del 1978. Va ser finalment adquirit pel municipi de Saint-Avertin el 1980. Tot i això, gran part del castell encara és inaccessible car les obres de restauració encara no s'han acabat. L'edifici està prohibit al públic.
Els voltants i el vast parc del castell acullen sovint l'esplai de la ciutat, l'escola municipal de música i moltes altres associacions. S'hi organitzant diversos esdeveniments al llarg de l'any gràcies a un gran nombre d'instal·lacions: un circuit de bicross, àrea de jocs...

### Altres llocs d'interès

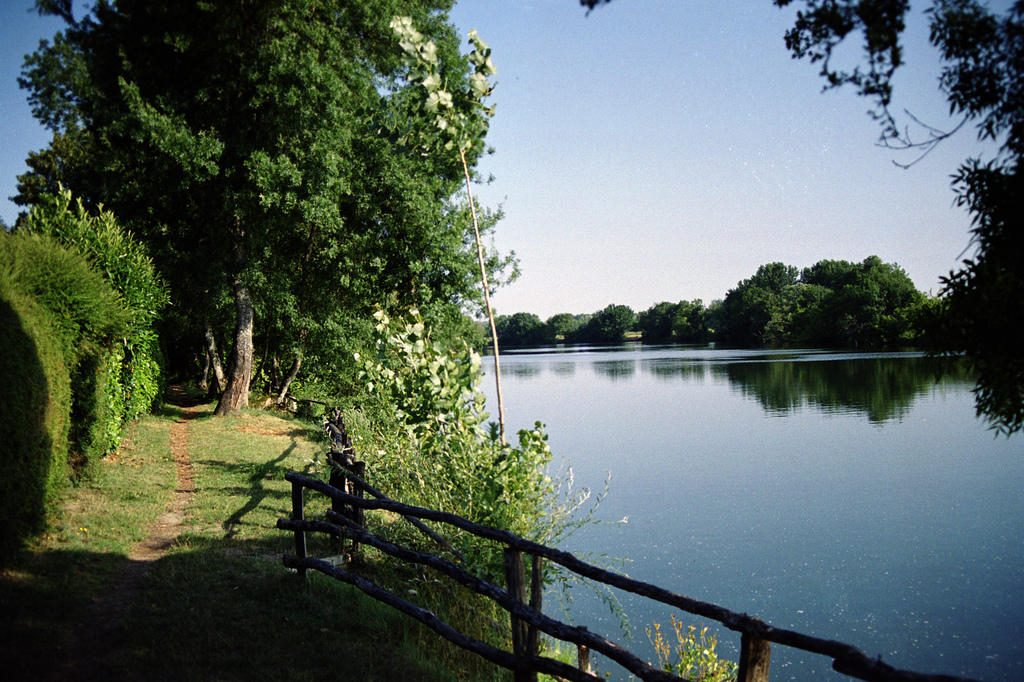
El riu Cher a prop de Saint-Avertin.

- l'església de Saint Pierre, amb una nau del segle xii, un cor del segle xv i vitralls de Lobin. És el lloc on Sant Avertin va ser enterrat el 1180.
- l'Hôtel de Ville, construït el 1850 i amb una façana d'estil clàssic.
- els dipòsits de glaç
- la riva del riu Cher, coneguda com a Côte Verte.
- fonts del Limançon, galeries del segle xv que van subministrar aigua potable a la població de la Turena durant molt de temps.
- galeries de l'Ecourcheveau, antigues pedreres d'on s'extreia pedra per a la construcció de monuments i que van servir de refugi durant la Segona Guerra Mundial.

## Esports
La societat Saint-Avertin Sports Arxivat 2008-01-05 a Wayback Machine. s'encarrega de dirigir la vida esportiva de la ciutat. Compta amb vint-i-sis seccions diferents.
Altres grups esportius són el Collectif Cycliste 37 i el grup Automobiles Sportives de Touraine.

## Personalitats
- Christophe Plantin, editor i propietari d'impremta, hi nasqué entre el 1514 i el 1520
- Jules Romains, poeta i escriptor
- Sant Avertin, monjo i deixeble de Tomàs Becket
- Joan de Coningham, capità de la guàrdia escocesa de Lluís XI
- Albert Lebrun, últim president de la Tercera República francesa
- Roger Lévêque, portador del mallot groc del Tour de França, hi va morir el 2002.

## Agermanaments
Saint-Avertin té un agermanament des del 1980 amb el municipi alemany de Steinbach, de poc més de deu mil habitants. Dins el marc d'aquest agermanament, s'organitzen intercanvis culturals i sessions de conversa en alemany.
Steinbach està agermanat amb la localitat neerlandesa de Pijnacker i una altra localitat alemanya, Steinbach-Hallenberg. A causa d'això, aquestes dues localitats també mantenen relacions amistoses amb Saint-Avertin. Els quatre municipis organitzen trobades i intercanvis.
Un altre exemple destacable de les relacions internacionals de Saint-Avertin són les Rencontres Folkloriques Internationales (trobades folklòriques internacionals) que el 2008 es van rebatejar Festival des Horizons que s'hi celebren al darrere cap de setmana de juny, i que són un punt de trobada per gent vinguda d'arreu del món.